# (35107) 1991 VH
(35107) 1991 VH  ist ein Asteroid der Apolloasteroiden-Gruppe, der am 9. November 1991 von dem australischen Astronomen Robert McNaught entdeckt wurde. 1991 VH hat einen Mond.

## Physikalische Eigenschaften
Der Asteroid hat einen Durchmesser von 929 Metern, ein Albedo von 0,402, und eine Helligkeit von +16,2 mag.

## Orbitale Eigenschaften
Der Asteroid kommt der Erde gelegentlich auf einen Abstand von weniger als 0,05 AE nahe, zuletzt im August 1945 und im August 2008. Die nächsten Annäherungen sind für den August 2065, den August 2145 und den August 2168 prognostiziert.

## Erkundung
(35107) 1991 VH sollte von der Raumsonde Janus erforscht werden, die im Sommer 2022 zusammen mit der Raumsonde Psyche gestartet werden sollte. Der Start der Sonde musste jedoch auf Oktober 2023 verschoben werden, weshalb die Sonde eingelagert wurde.